# لطفي عيسى
لطفي عيسى مؤرخ تونسي من مواليد 2 مارس 1958 بالقيروان. متحصل على التبريز وعلى دكتوراه الدولة في التاريخ، يدرّس بجامعة تونس منذ سنة 1989. يدور تخصصه المعرفي حول تاريخ التصوّف وتاريخ الذهنيات المقارن بمجال المغارب.

## عينات من مؤلفاته وبحوثه المنشورة
1993 أخبار المناقب: في المعجزة والكرامة والتاريخ، سراس للنشر، تونس.
1994 مميزات الذهنيات المغاربية في القرن السابع عشر، سراس للنشر، تونس.
1998 تحقيق كتاب نور الأرماش في مناقب القشاش، للمنتصر بن المرابط القفصي، نشر المكتبة العتيقة، تونس. (بالاشتراك).
2005 السلطة وهاجس الشرعية في الثقافة الإسلامية، دار أمل للنشر، تونس (بالاشتراك).
2005 مغرب المتصوّفة من القرن 10 إلى القرن 17 : الانعكاسات السياسية والحراك الاجتماعي، مركز النشر الجامعي- كلية العلوم الإنسانية والاجتماعية بتونس.
2007 كتاب السيّر: مقاربات لمدونات المناقب والتراجم والأخبار، دار المعرفة للنشر، تونس.
2015 بين الذاكرة والتاريخ في التأصيل وتحولات الهوية، منشورات إفريقيا الشرق، الدار البيضاء.
2016 "تجارب الانتظام الصوفي في تونس"، منشورات مؤسسة مؤمنون بلا حدود، ج 2، ضمن مؤلف الحالة الدينية بتونس 2011 – 2015، جماعي، بيروت 2017.   
2017 البعد الإفريقي في السياسة الخارجية التونسية (1956-1986)، نشر المعهد العربي لحقوق الإنسان. (بالاشتراك)
2019 أخبار التونسيين، مراجعات في سرديات الانتماء والأصول، مسكيلياني للنشر، تونس.
2021 في تاريخ المغارب المقارن: الأزمة والدولة والانتماء، مسكيلياني للنشر، تونس.
2021 مساءلة الانتماء من منظور المباحث التاريخية التونسية، منشورات دار كلمة تونس، سلسلة البصمة والمنوال. (بالاشتراك).
2023 التصوف وتدبير الحياة الروحية تونسيا، نشر دار الجنوب، تونس
2024 انعكاس الظل، سوتميديا للنشر، تونس 2024.
2025 يأتيك بما لا تنتظر، منشورات خريف، تونس 2025.
فضلا عن العديد من المقالات والمساهمات العلمية والمحاضرات المنشورة ضمن الدوريات العلمية المحكمة وأعمال الندوات والمؤتمرات والأعمال المهداة والكتب الجماعية والموسوعات العلمية والمجلات الثقافية والصحف والملاحق الثقافية الجامعة والمختصة بتونس وبالخارج.